# Шахта імені М. І. Калініна (Донецьк)
ДВАТ «Шахта імені М. І. Калініна» розташована в Калінінському районі міста Донецька. Входить до державної холдингової компанії «Донвугілля».

## Загальна характеристика
Фактичний видобуток 2462/948 т/добу (1990/1999). У 2003 р. видобуто 468 тис. т вугілля.
Максимальна глибина 1360 м (1990), 1230 м (1999). Протяжність підземних виробок 116,8 км (1990), 79,4 км (1999).
Вугільні пласти h7, h8, h10 (1990), h10 (1999). Потужність пластів 0,67-1,27 м. Кути падіння пластів 21-22°.
Всі пласти небезпечні за раптовими викидами вугілля, по вибуху вугільного пилу.
Кількість очисних вибоїв 2 (1990—1999), підготовчих вибоїв 8 (1990—1999).
Кількість працюючих: 5208/1737 осіб, в тому числі підземних 4236/1368 осіб (1990/1999).

## Історія
У 1937 році ім'я М. І. Калініна отримали дві шахти з номерами 5-6 та 7-8 у південній частині нинішнього Калінінського району.
Шахта здана в експлуатацію у 1961 році з проектною потужністю 1200 тис. тонн вугілля на рік.
21 листопада 1973 року на шахті стався раптовий викид вугілля і газу в розвантажувальній лаві пласта. Внаслідок цього загинуло 5 шахтарів.
З 1983 року на території шахти знімався художній фільм «Вісім днів надії».
2005 року видобуто 352,5 тис. тонн вугілля. 
Шахта віднесена до особливо небезпечних за раптовими викидами вугілля та газу, небезпечними за вибухами вугільного пилу. Усі вугільні пласти не схильні до самозаймання.

## Аварії
- 21 листопада 1973 року — трапився раптовий викид вугілля і газу в розвантажувальній лаві пласта. Загинуло 5 шахтарів.

## Персоналії
На шахті працював Петренко Семен Олексійович  (1935), колишній гірник очисного вибою ДВАТ "Шахта ім. М. І. Калініна" ДХК "Донвугілля", почесний шахтар СРСР, нагороджений орденом Дружби народів, почесною грамотою Президії Верховної Ради УРСР.

## Світлини

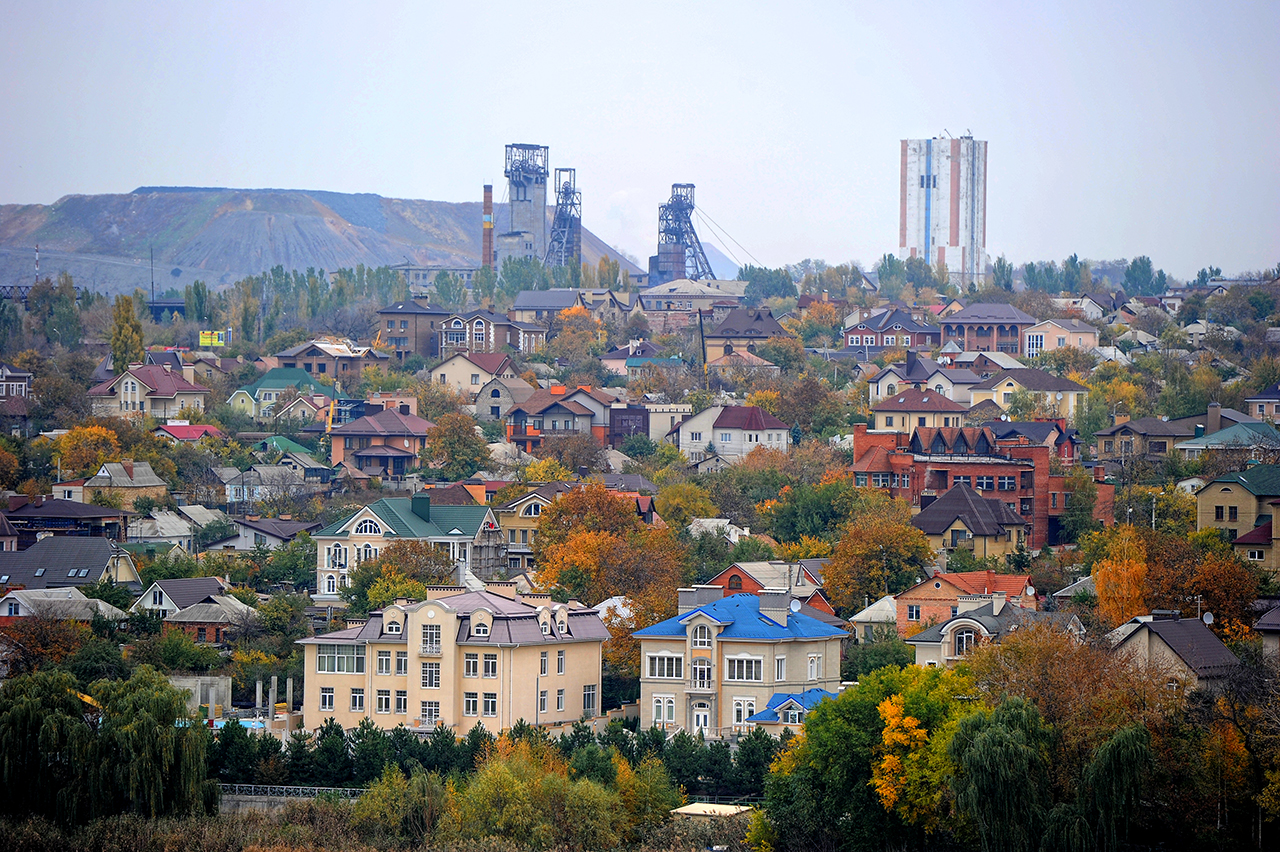
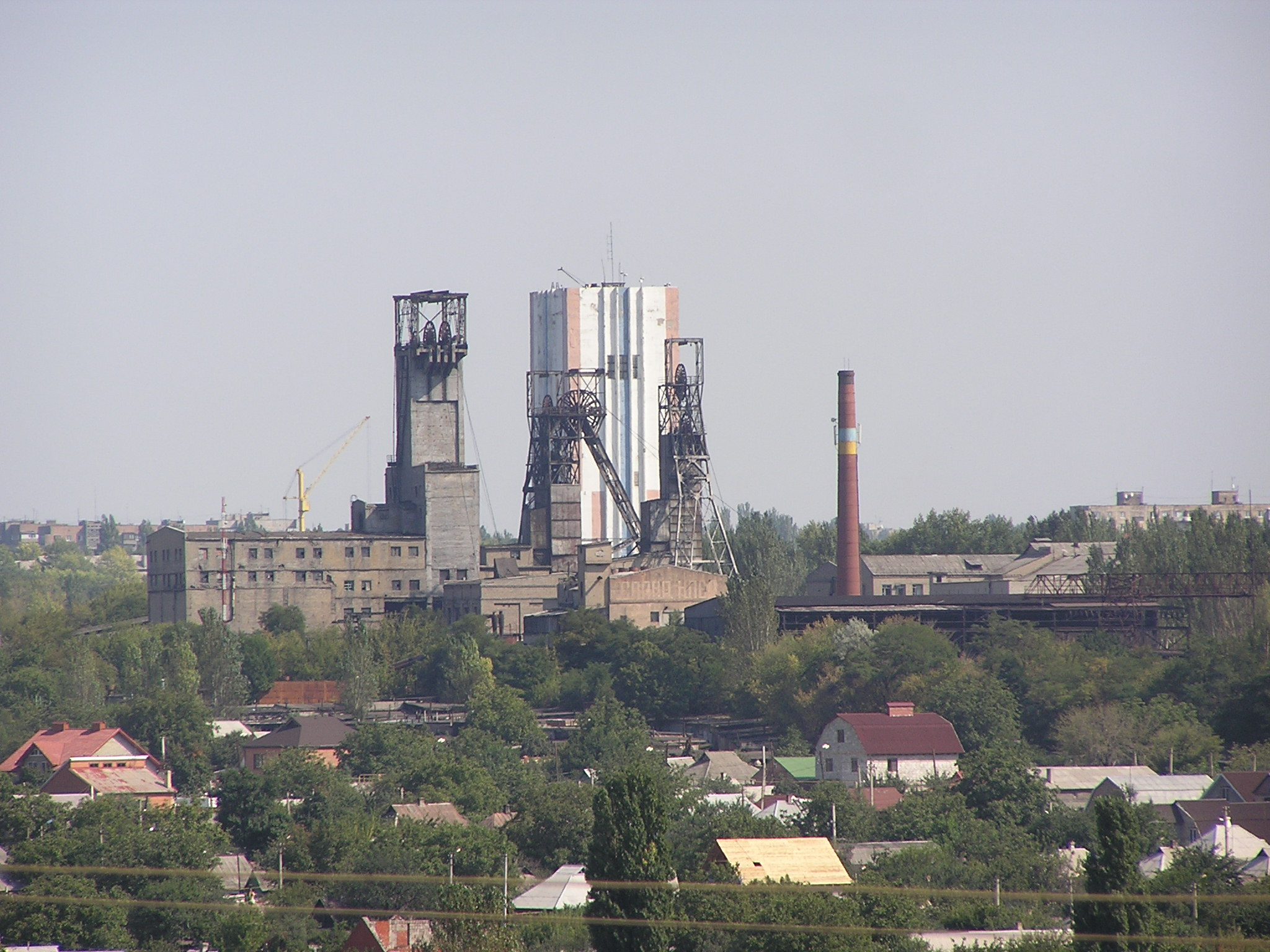
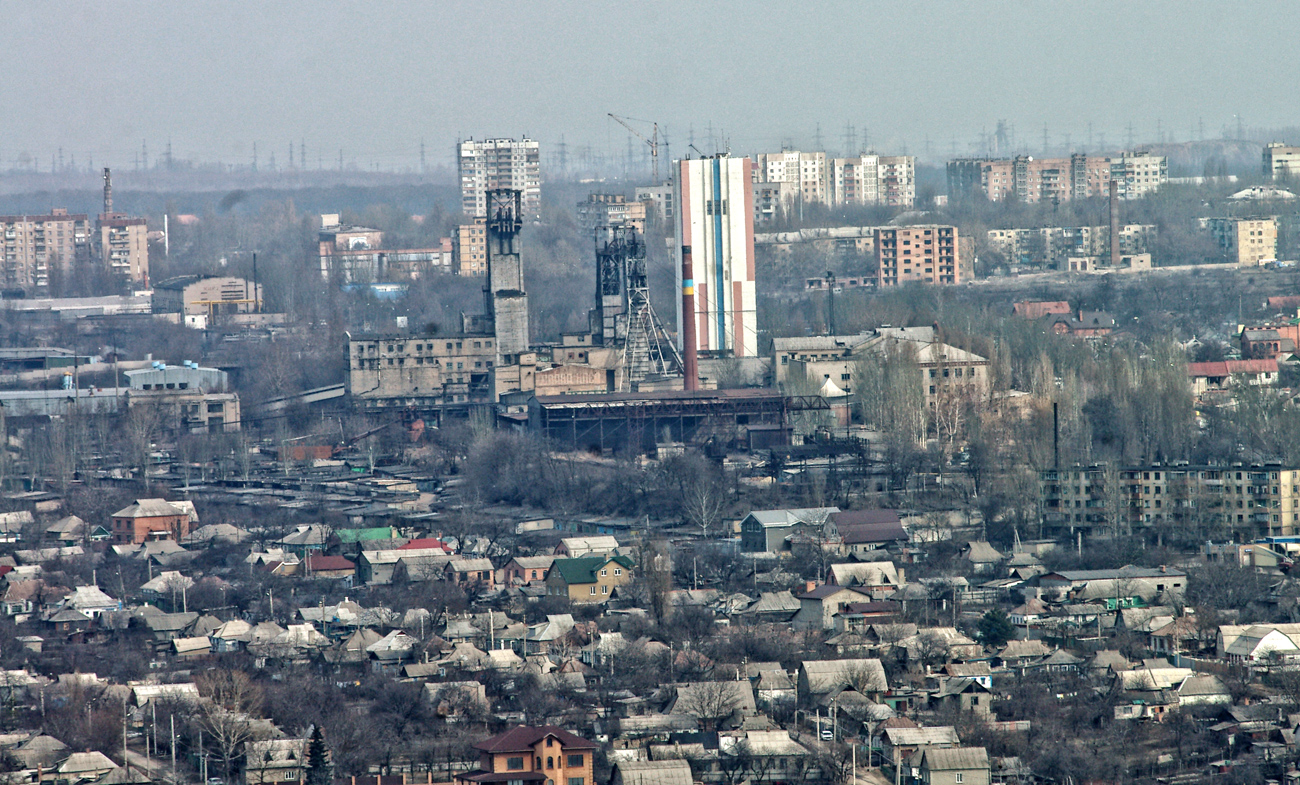
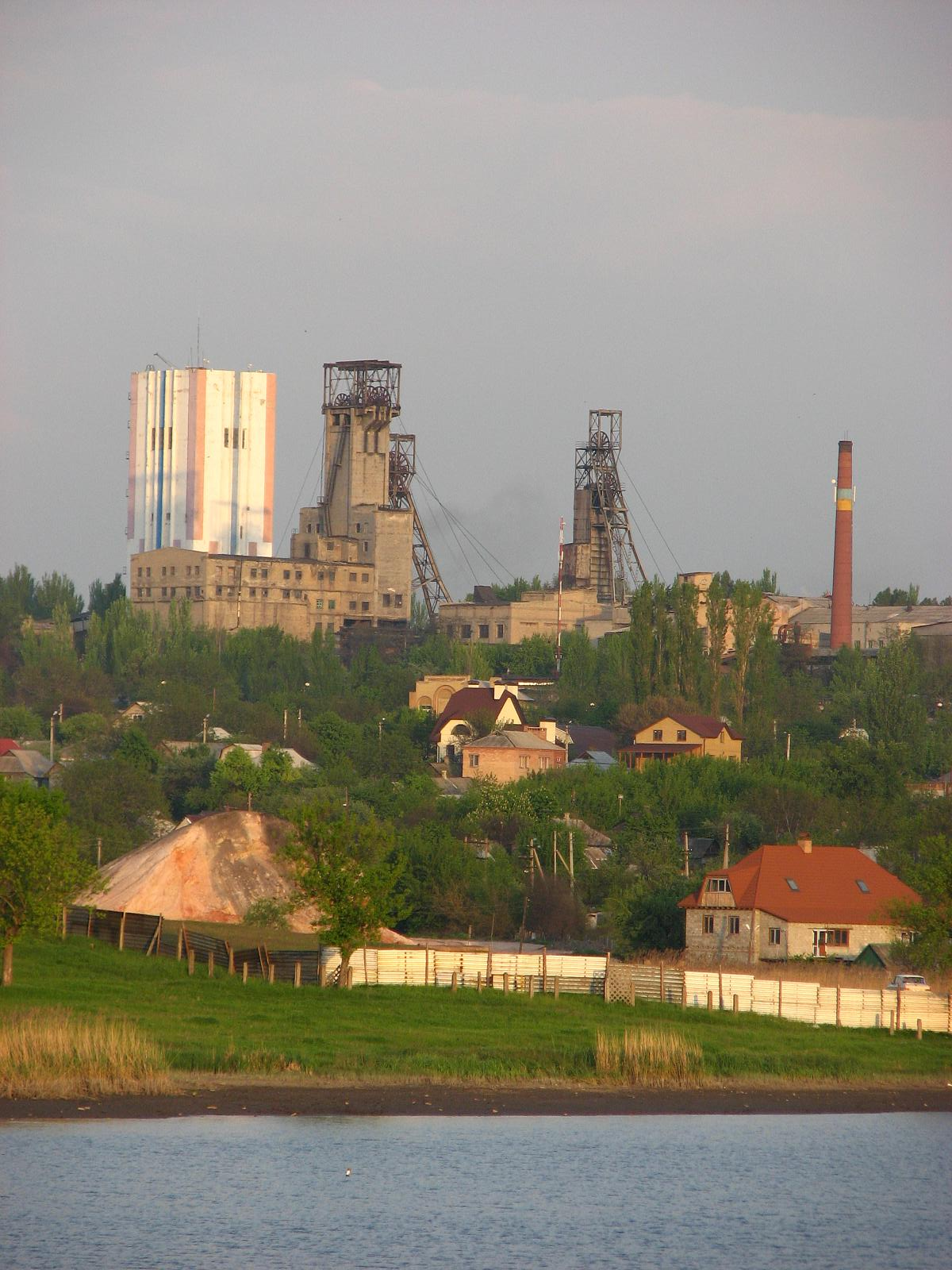
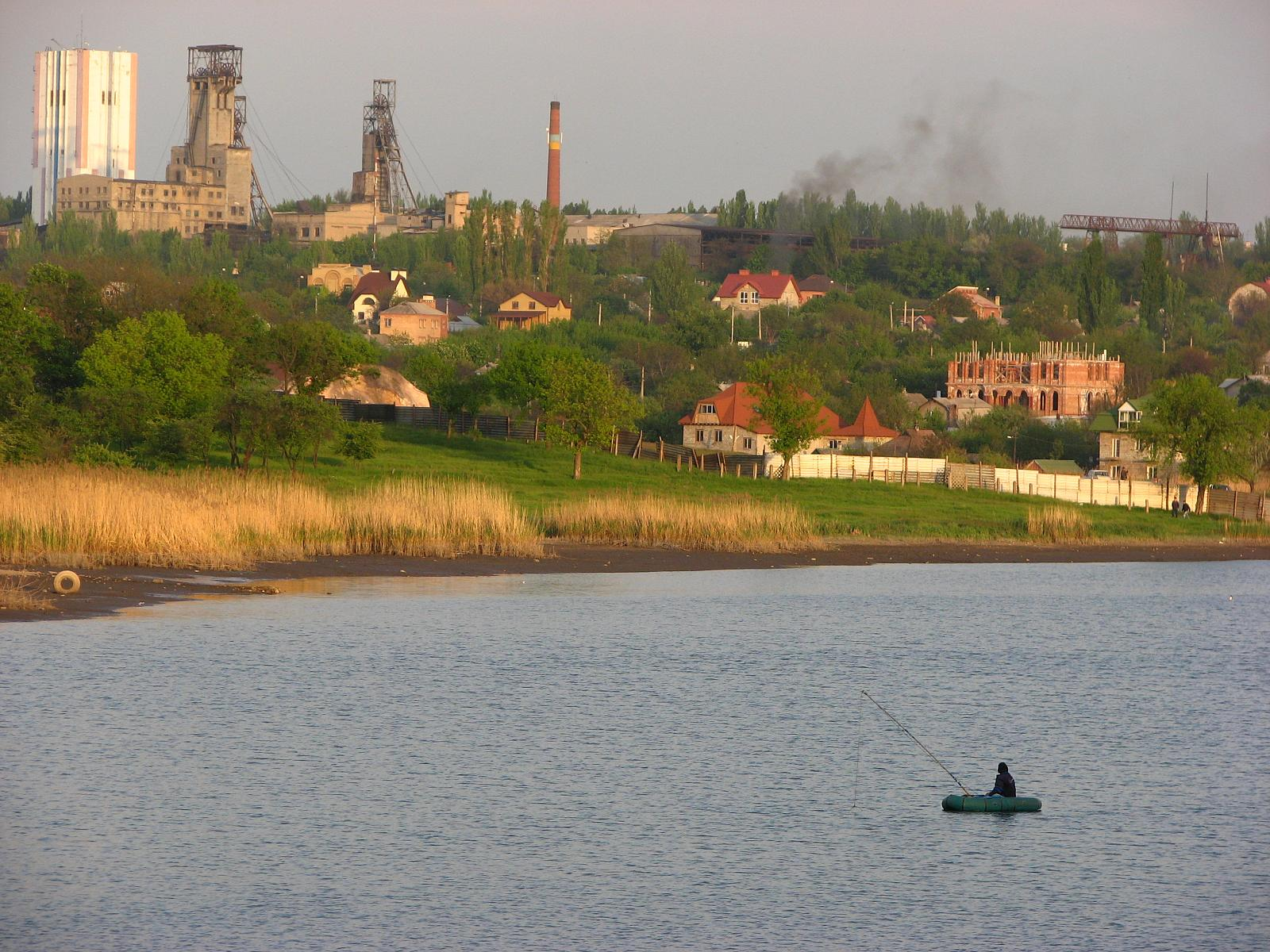
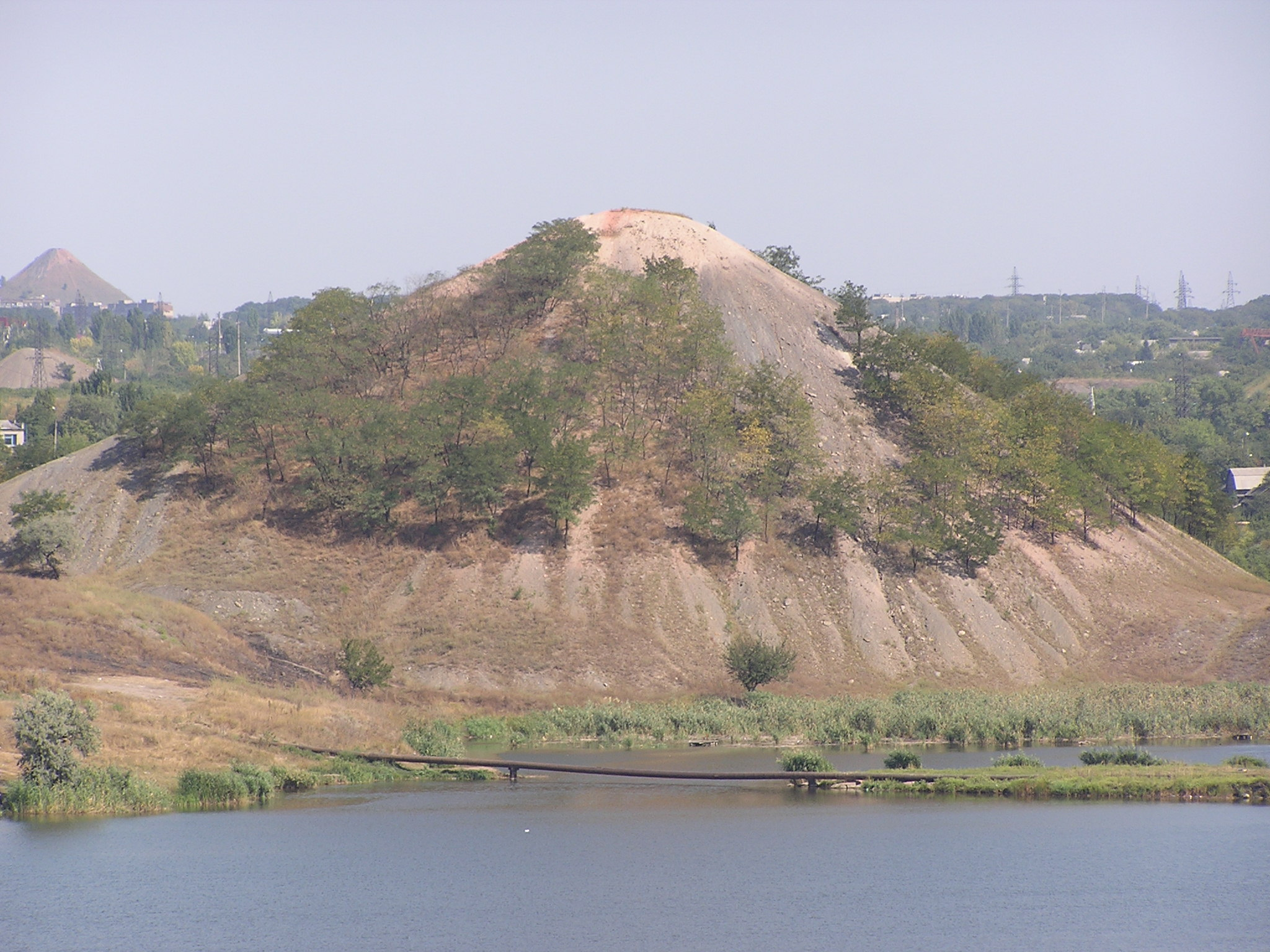
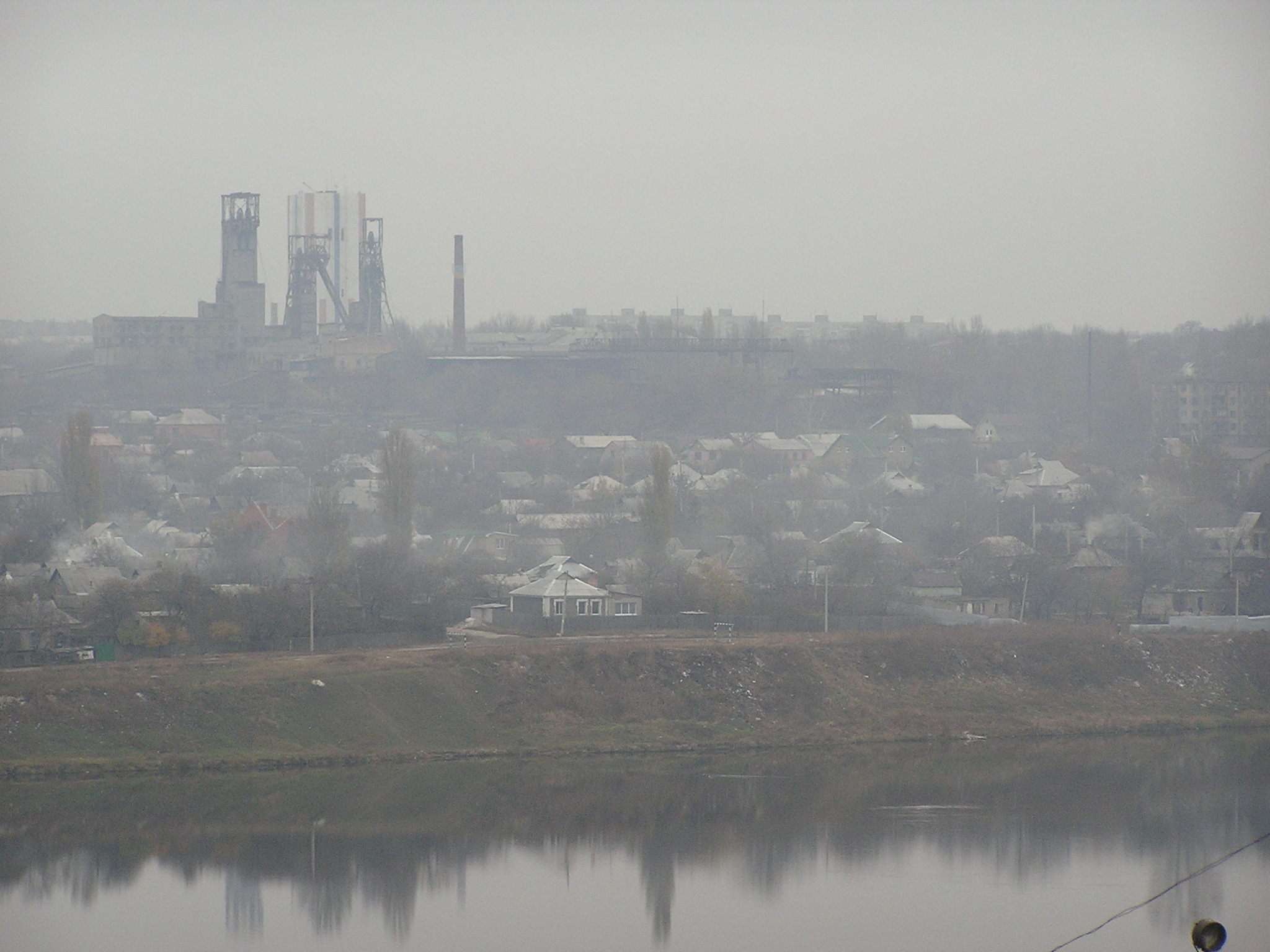